# Umarkote
Umarkote é uma cidade no distrito de Nabarangapur, no estado indiano de Orissa.

## Demografia
Segundo o censo de 2001, Umarkote tinha uma população de 24,853 habitantes. Os indivíduos do sexo masculino constituem 51% da população e os do sexo feminino 49%. Umarkote tem uma taxa de literacia de 56%, inferior à média nacional de 59.5%: a literacia no sexo masculino é de 65% e no sexo feminino é de 47%. Em Umarkote, 15% da população está abaixo dos 6 anos de idade.